# Fußball-Weltmeisterschaft der Frauen 2011/Frankreich
Dieser Artikel behandelt die französische Fußballnationalmannschaft der Frauen bei der Weltmeisterschaft 2011 in Deutschland. Bei seiner erst zweiten WM-Teilnahme brachte Frankreich es auf den vierten Platz.

## Qualifikation
| Pl. | Team       | Sp. | S  | U | N | Tore  | Pkt. |
| --- | ---------- | --- | -- | - | - | ----- | ---- |
| 1   | Frankreich | 10  | 10 | 0 | 0 | 50:0  | 30   |
| 2   | Island     | 10  | 8  | 0 | 2 | 33:03 | 24   |
| 3   | Nordirland | 10  | 3  | 2 | 5 | 08:16 | 11   |
| 4   | Estland    | 10  | 3  | 1 | 6 | 07:44 | 10   |
| 5   | Serbien    | 10  | 2  | 3 | 5 | 07:19 | 09   |
| 6   | Kroatien   | 10  | 0  | 2 | 8 | 04:27 | 02   |

siehe auch den Hauptartikel Fußball-Weltmeisterschaft der Frauen 2011/Qualifikation
Die französische Frauschaft gewann in der Europa-Gruppe 1 ihre zehn Spiele sämtlich ohne Gegentreffer:
Kroatien – Frankreich 0:7 und 0:3
Frankreich – Island 2:0 und 1:0
Frankreich – Estland 12:0 und 6:0
Serbien – Frankreich 0:2 und 0:7
Frankreich – Nordirland 6:0 und 4:0
In der anschließenden Play-off-Phase konnten sich die Französinnen auch gegen Italien (0:0, 3:2) durchsetzen. Damit erreichte Frankreich zum zweiten Mal nach 2003 ein WM-Endrundenturnier. Erfolgreichste Angreiferinnen der Bleues waren Gaëtane Thiney mit zwölf und Marie-Laure Delie mit neun Treffern.

## Vorbereitungsspiele
Zur Vorbereitung auf die Endrunde hatte der französische Verband für die A-Elf drei Freundschaftsspiele organisiert: am 18. Mai in Brest gegen Schottland (1:1) sowie zweimal gegen Belgien, zunächst am 15. Juni in Nieuwpoort (2:1-Sieg) und drei Tage später in Calais (7:0). Fünf der zehn französischen Treffer schoss Marie-Laure Delie, obwohl sie in den ersten beiden Partien jeweils nur eingewechselt worden war. Nationaltrainer Bruno Bini setzte alle Spielerinnen des endgültigen Kaders mit Ausnahme der dritten Torfrau Laëtitia Philippe ein; folgende Anfangsformation hat sich herausgeschält:
7 Franco 000002 Renard 000004 Georges 000008 Bompastor

10 Abily 000006 Soubeyrand 0000015 Bussaglia 0000014 Nécib

Diese Startelf blieb dann auch während der Endrunde nahezu unverändert – mit Ausnahme zweier Positionen: auf der defensiven rechten Außenbahn stützte Bini sich auf Laure Lepailleur (statt auf Corine Franco), und hinsichtlich des Platzes neben Laura Georges in der Innenverteidigung wechselte er mit Ophélie Meilleroux, Sabrina Viguier und Wendie Renard fortlaufend durch. Georges und Bussaglia fehlten keine einzige der insgesamt 570 Spielminuten, gefolgt von Thiney (526), Abily (517), Bompastor (480 – sie hatte Bini gegen Deutschland vorsichtshalber auf der Bank gelassen, damit sie das Viertelfinale nicht wegen einer möglichen Gelbsperre verpasste), Soubeyrand (459), Nécib (424), Lepailleur (411), Delie (374) und Sapowicz (365).

## Aufgebot
Für die WM 2011 hatte Trainer Bini einen 36 Spielerinnen umfassenden, erweiterten Kader benannt; diesen reduzierte er am 16. Mai zunächst auf 30 Kandidatinnen, ehe am 6. Juni die endgültige 21er-Liste bekannt gegeben wurde. Er setzt dabei auf eine Blockbildung aus den vier Spitzenklubs der Division 1 Féminin: im endgültigen Kader stehen zehn Frauen aus Lyon, fünf aus Paris, vier aus Montpellier und zwei aus Juvisy. Als Überraschung galt die Nichtnominierung von Sarah Bouhaddi, dem Rückhalt von CL-Sieger Lyon, zugunsten der zweiten Torfrau aus Montpellier, Laëtitia Philippe. Mit dem Verzicht auf die beiden routinierten Feldspielerinnen Hoda Lattaf und Laëtitia Tonazzi war hingegen schon im Vorfeld der Entscheidung gerechnet worden. Bini begründete seine Auswahl mit den Worten „Das sind nicht die 21 besten Spielerinnen Frankreichs, aber die besten, die als Gruppe im Wettbewerb weit kommen können“.
Vier der nominierten Spielerinnen waren auch schon bei Frankreichs erster WM-Teilnahme 2003 zum Einsatz gekommen: Sonia Bompastor (3 Spiele), Laura Georges (3), Sandrine Soubeyrand (3) und Sabrina Viguier (2). Zudem stand Bérangère Sapowicz damals als Ersatztorhüterin im Kader.
| Nr.           | Name                | Verein (a)          | Geburtstag | Debüt | Länder- spiele (Tore) (b) | WM- Sp. | Tore | (c) | Gelb-Rote Karten | Rote Karten |
| Tor           | Tor                 | Tor                 | Tor        | Tor   | Tor                       | Tor     | Tor  | Tor | Tor              | Tor         |
| ------------- | ------------------- | ------------------- | ---------- | ----- | ------------------------- | ------- | ---- | --- | ---------------- | ----------- |
| 1             | Céline Deville      | HSC Montpellier     | 24.01.1982 | 2002  | 042 (0)                   | 3       | 0    | 0   | 0                | 0           |
| 21            | Laëtitia Philippe   | HSC Montpellier     | 30.04.1991 | 2009  | 01 (0)                    | 0       | 0    | 0   | 0                | 0           |
| 16            | Bérangère Sapowicz  | Paris Saint-Germain | 06.02.1983 | 2003  | 018 (0)                   | 5       | 0    | 0   | 0                | 1           |
| Abwehr        |                     |                     |            |       |                           |         |      |     |                  |             |
| 8             | Sonia Bompastor     | Olympique Lyon      | 08.06.1980 | 2000  | 128 (16)                  | 5       | 1    | 1/0 | 0                | 0           |
| 7             | Corine Franco       | Olympique Lyon      | 05.10.1983 | 2003  | 047 (8)                   | 1       | 0    | 0   | 0                | 0           |
| 4             | Laura Georges       | Olympique Lyon      | 20.08.1984 | 2001  | 098 (2)                   | 6       | 1    | 1/0 | 0                | 0           |
| 11            | Laure Lepailleur    | Paris Saint-Germain | 07.03.1985 | 2005  | 028 (2)                   | 5       | 0    | 0   | 0                | 0           |
| 5             | Ophélie Meilleroux  | HSC Montpellier     | 18.01.1984 | 2003  | 044 (0)                   | 2       | 0    | 0   | 0                | 0           |
| 2             | Wendie Renard       | Olympique Lyon      | 20.07.1990 | 2011  | 07 (0)                    | 3       | 0    | 1/0 | 0                | 0           |
| 20            | Sabrina Viguier     | Olympique Lyon      | 04.01.1981 | 2000  | 085 (1)                   | 2       | 0    | 0   | 0                | 0           |
| Mittelfeld    |                     |                     |            |       |                           |         |      |     |                  |             |
| 10            | Camille Abily       | Olympique Lyon      | 05.12.1984 | 2001  | 075 (19)                  | 6       | 1    | 0   | 0                | 0           |
| 3             | Laure Boulleau      | Paris Saint-Germain | 22.10.1986 | 2005  | 013 (0)                   | 2       | 0    | 0   | 0                | 0           |
| 15            | Élise Bussaglia     | Paris Saint-Germain | 24.09.1985 | 2003  | 081 (18)                  | 6       | 1    | 1/0 | 0                | 0           |
| 14            | Louisa Nécib        | Olympique Lyon      | 23.01.1987 | 2005  | 058 (10)                  | 6       | 0    | 0   | 0                | 0           |
| 13            | Caroline Pizzala    | Paris Saint-Germain | 23.11.1987 | 2007  | 015 (0)                   | 1       | 0    | 0   | 0                | 0           |
| 6             | Sandrine Soubeyrand | Juvisy FCF          | 16.08.1973 | 1997  | 161 (17)                  | 6       | 0    | 0   | 0                | 0           |
| Angriff       |                     |                     |            |       |                           |         |      |     |                  |             |
| 19            | Sandrine Brétigny   | Olympique Lyon      | 02.07.1984 | 2007  | 019 (9)                   | 1       | 0    | 0   | 0                | 0           |
| 18            | Marie-Laure Delie   | HSC Montpellier     | 29.01.1988 | 2009  | 020 (21)                  | 5       | 2    | 0   | 0                | 0           |
| 9             | Eugénie Le Sommer   | Olympique Lyon      | 18.05.1989 | 2009  | 034 (9)                   | 6       | 0    | 0   | 0                | 0           |
| 17            | Gaëtane Thiney      | Juvisy FCF          | 28.10.1985 | 2007  | 048 (19)                  | 6       | 2    | 0   | 0                | 0           |
| 12            | Élodie Thomis       | Olympique Lyon      | 13.08.1986 | 2005  | 052 (15)                  | 6       | 2    | 0/1 | 0                | 0           |
| Trainer       |                     |                     |            |       |                           |         |      |     |                  |             |
| Bruno Bini    | Bruno Bini          | Cheftrainer         | 01.10.1954 | 2007  | 53 (d)                    |         |      |     |                  |             |
| Philippe Joly | Philippe Joly       | Assistent           |            |       |                           |         |      |     |                  |             |

## WM-Endrunde
Die Französinnen trafen in der Vorrunde zunächst auf Nigeria, Kanada und dann auf die deutschen Gastgeberinnen. Bis dahin hatte Frankreich sechsmal gegen Kanada (1 Sieg, 2 Remis, 3 Niederlagen, 3:7 Tore) und neunmal gegen Deutschland (2 Siege, 7 Niederlagen, 4:26 Tore) gespielt. Gegen Nigeria gab es noch kein A-Länderspiel; allerdings trafen die U-20-Auswahlen beider Länder bei der Junioren-WM 2008 in Chile im Viertelfinale aufeinander, das die Französinnen 3:2 gewannen. Insgesamt elf Spielerinnen aus diesem Duell – darunter drei Bleues – waren auch 2011 dabei.
Ihre Unterkunft hatten sie für die erste Woche im NH-Hotel Heidelberg bezogen. Vor dem Kanada-Spiel nahmen sie in Bochum – in unmittelbarer Nachbarschaft des Ruhrstadions – Quartier, anschließend zogen die Bleues in das Düsseldorfer Hilton und erst zum Spiel um Platz Drei wieder nach Heidelberg.

### Vorrunde
| Pl. | Frauschaft  | Sp. | S | U | N | T.  | P. |
| --- | ----------- | --- | - | - | - | --- | -- |
| 1   | Deutschland | 3   | 3 | 0 | 0 | 7:3 | 9  |
| 2   | Frankreich  | 3   | 2 | 0 | 1 | 7:4 | 6  |
| 3   | Nigeria     | 3   | 1 | 0 | 2 | 1:2 | 3  |
| 4   | Kanada      | 3   | 0 | 0 | 3 | 1:7 | 0  |

Im unmittelbaren Turniervorfeld war Frankreich als Siebter der FIFA-Weltrangliste nur vereinzelt zum erweiterten Favoritenkreis gezählt worden. Nach den ersten beiden Vorrundenbegegnungen, die angesichts der demonstrierten technischen und taktischen Qualitäten als „beeindruckend starke Leistung“ bewertet wurden, stand der Einzug ins Viertelfinale vorzeitig fest.
26. Juni 2011, Sinsheim: Frankreich – Nigeria 1:0 (0:0)

SR: Kari Seitz (USA)

Aufstellung: Sapowicz; Renard (69. Lepailleur), Georges, Meilleroux, Bompastor; Soubeyrand (46. Le Sommer), Abily, Bussaglia, Nécib; Thiney (57. Thomis), Delie

Tor: 1:0 (56.) Delie

persönliche Strafen: keine

Anderes: Louisa Nécib wurde zur Spielerin des Spiels gewählt.
30. Juni 2011, Bochum: Frankreich – Kanada 4:0 (1:0)

SR: Etsuko Fukano (Japan)

Aufstellung: Sapowicz; Lepailleur, Georges, Viguier, Bompastor; Soubeyrand, Abily (82. Le Sommer), Bussaglia, Nécib; Thiney (79. Boulleau), Delie (74. Thomis)

Tore: 1:0 (24.) Thiney, 2:0 (60.) Thiney, 3:0 (67.) Abily, 4:0 (83.) Thomis

persönliche Strafe: Bompastor (G)

Anderes: Gaëtane Thiney wurde zur Spielerin des Spiels gewählt. Mit dieser Partie gelang Laura Georges die Aufnahme in den „internationalen Hunderterclub“.

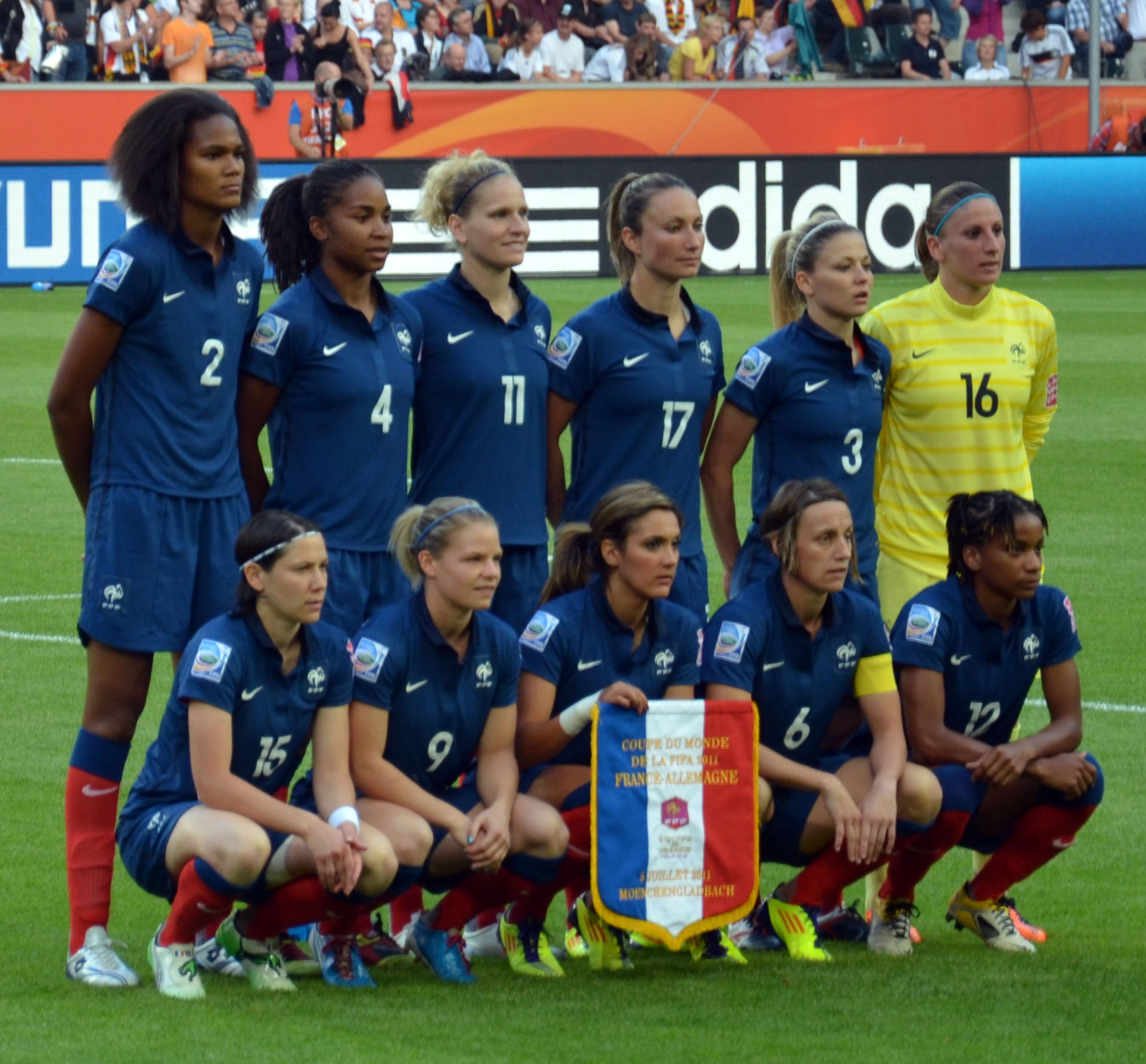
Vor dem Spiel gegen Deutschland

5. Juli 2011, Mönchengladbach: Frankreich – Deutschland 2:4 (0:2)

SR: Kirsi Heikkinen (Finnland)

Aufstellung: Sapowicz; Lepailleur, Georges, Renard, Boulleau; Soubeyrand, Bussaglia, Nécib (46. Abily), Thiney; Thomis (46. Delie), Le Sommer (66. Deville)

Tore: 1:2 (56.) Delie, 2:3 (72.) Georges

persönliche Strafen: Bussaglia, Georges, Renard (alle G), Sapowicz (R, 65. Minute)

Anderes: Die 45.867 Zuschauer in Mönchengladbach stellten die höchste Besucherzahl dar, vor der die Bleues bis dato je gespielt haben.

### Viertelfinale
Gegen England gab es zuvor zwölf Spiele mit je fünf französischen Siegen und Remis sowie zwei Niederlagen, von denen die letzte aus dem Jahr 1974 herrührt.
9. Juli 2011, Leverkusen: Frankreich – England 1:1 n. V. (1:1, 0:0), 4:3 i. E.

SR: Jenny Palmqvist (Schweden)

Aufstellung: Deville; Lepailleur, Georges, Viguier, Bompastor; Soubeyrand (67. Thomis), Bussaglia, Abily, Nécib (79. Brétigny, 106. Le Sommer); Thiney, Delie

Tor: 1:1 (88.) Bussaglia

Tore im Strafstoßschießen: Bussaglia, Thiney, Bompastor, Le Sommer – verschossen: Abily

persönliche Strafen: keine

Anderes: Camille Abily wurde zur Spielerin des Spiels gewählt. Die TV-Live-Übertragung bei Eurosport und Direct 8 verfolgten in der Spitze deutlich über 3 Mio. Zuschauer, was in Frankreich eine neue Bestmarke für den Frauenfußball bedeutet.

### Halbfinale
Gegen die USA gab es bis zu diesem Match 14 Spiele mit zwei französischen Siegen (beide in den frühen 1990er Jahren), einem Remis (2006) sowie elf Niederlagen. Die FIFA kommt, anders als der französische Verband, übrigens nur auf 13 direkte Begegnungen. Nach ihrem Feldverweis im Spiel gegen Deutschland ist Bérangère Sapowicz wieder spielberechtigt.
13. Juli 2011, Mönchengladbach: Frankreich – USA 1:3 (0:1)

SR: Kirsi Heikkinen (Finnland)

Aufstellung: Sapowicz; Lepailleur, Georges, Meilleroux, Bompastor; Soubeyrand (78. Thomis), Abily, Bussaglia, Nécib; Thiney, Delie (46. Le Sommer)

Tor: 1:1 (55.) Bompastor

persönliche Strafe: Thomis (G)

Anderes: –

### Spiel um den dritten Platz
Gegen Schweden gab es zuvor 17 Spiele mit fünf französischen Siegen (der letzte: 2005), zwei Remis sowie zehn Niederlagen.
16. Juli 2011, Sinsheim: Frankreich – Schweden 1:2 (0:1)

SR: Kari Seitz (USA)

Aufstellung: Sapowicz (31. Deville); Franco (84. Pizzala), Georges, Renard, Bompastor; Soubeyrand, Abily, Bussaglia, Nécib (31. Thomis); Thiney, Le Sommer

Tor: 1:1 (56.) Thomis

persönliche Strafen: keine

Anderes: –

### Auszeichnungen
Unter den zwölf Spielerinnen, die die FIFA nach dem Halbfinale als Kandidatinnen für den Goldenen Ball (beste Spielerin des Turniers) nominierte, waren mit Sonia Bompastor und Louisa Nécib auch zwei Französinnen. Die endgültige Wahl erfolgte durch handverlesene Medienvertreter. Außer Bompastor und Nécib stand auch noch Laura Georges im FIFA-All-Star-Team. Außerdem standen die Treffer von Élise Bussaglia zum 1:1 gegen England sowie von Gaëtane Thiney zum 2:0 gegen Kanada zusammen mit acht anderen Toren in der Auswahl zum „Treffer des WM-Turniers“.
Mit dem Erreichen des Halbfinals hatten die Bleues sich zugleich neben England (als Ausrichter) und Schweden als einzige europäische Vertreter für das olympische Frauenfußballturnier 2012 qualifiziert, was für Frankreich eine Premiere bedeutet. In der FIFA-Weltrangliste vom 22. Juli 2011 blieben sie allerdings – sogar mit einer geringfügigen Verschlechterung ihrer Punktzahl – auf dem siebten Rang; zwar überholten sie die in der Vorrunde deklassierten Kanadierinnen, aber zugleich gelang Achtelfinalgegner England darin einen Sprung nach vorne.
France Football hat die Spielerinnen nach Turnierende detailliert bewertet:
***** Sonia Bompastor („hinten aggressiv und nach vorne durchschlagskräftig“), Élise Bussaglia („die Schlüsselspielerin im Mittelfeld mit gutem Auge für die Situation“)
**** Gaëtane Thiney („oft brillant, manchmal nur durchschnittlich“), Louisa Nécib („Top-Dribblings, -Pässe, -Ballbehandlung, tauchte aber unter, wenn das Spiel härter wurde“)
*** Marie-Laure Delie („zwei Treffer, fleißig, aber noch entwicklungsfähig“), Sandrine Soubeyrand („ihre Ruhe und Erfahrung sind unverzichtbar, auch wenn sie auf diesem Niveau nur noch Kraft für 60 Minuten hat“), Camille Abily („machte das beste daraus, auf der ungewohnten Außenbahn spielen zu müssen“)
** Céline Deville, Sabrina Viguier, Ophélie Meilleroux, Élodie Thomis, Eugénie Le Sommer
* Laura Georges („war nie Chefin der – allerdings personell auch fortlaufend umgebildeten – Abwehr, Stellungsfehler, schlechte Ballklärung“), Bérangère Sapowicz („katastrophal bei hohen Bällen, Schwächen im Herauslaufen“), Wendie Renard („nur gegen Schweden etwas solider“), Laure Lepailleur („ihr Stammplatz gab ihr keine Sicherheit“)
- nicht bewertbar aufgrund zu geringer Einsatzzeit: Corine Franco, Laure Boulleau, Sandrine Brétigny, Caroline Pizzala, Laëtitia Philippe
Für die Frankfurter Rundschau zählte zu den „elf Besten“, die bei dieser WM „die Akzente setzten“, neben Bompastor und Nécib auch Wendie Renard („schnell, elegant, in der Luft kaum zu überwinden, technisch stark“).
Trainer Binis Vertrag mit der FFF war offiziell am 30. Juni – also noch vor dem letzten Gruppenspiel – ausgelaufen. Am 19. Juli, dem Tag nach der Rückkehr aus Deutschland, unterschrieb Bini für weitere zwei Jahre; sollte Frankreich sich für die Europameisterschaft 2013 qualifizieren, verlängert sich sein Vertrag automatisch bis einschließlich der Weltmeisterschaft 2015.

## Belege und Anmerkungen
1. ↑  36er-, 30er- und 21er-Aufgebot auf der Seite der FFF; Rückennummern laut Footofeminin.fr
2. ↑  Zitat nach diesem Artikel (Seite nicht mehr abrufbar, festgestellt im April 2018. Suche in Webarchiven)  Info: Der Link wurde automatisch als defekt markiert. Bitte prüfe den Link gemäß Anleitung und entferne dann diesen Hinweis. bei Foot Hebdo
3. ↑  Philippe war nach dem ersten Vorrundenspiel wegen des Todes ihres Vaters nach Frankreich zurückgekehrt (siehe diese Mitteilung der FFF), stieß am 5. Juli aber wieder zur Mannschaft (siehe hier).
4. ↑  siehe diesen Artikel (Memento des Originals vom 28. Juni 2011 im Internet Archive)  Info: Der Archivlink wurde automatisch eingesetzt und noch nicht geprüft. Bitte prüfe Original- und Archivlink gemäß Anleitung und entferne dann diesen Hinweis. auf der Seite der FIFA
5. ↑  siehe die Seite der Stadt Heidelberg (Seite nicht mehr abrufbar, festgestellt im April 2018. Suche in Webarchiven)  Info: Der Link wurde automatisch als defekt markiert. Bitte prüfe den Link gemäß Anleitung und entferne dann diesen Hinweis.
6. ↑  Kicker-Sonderheft: WM 2011., S. 24
7. ↑  siehe den Artikel „Düsseldorf–Heidelberg, Etappe am 14. Juli“ bei France Football
8. ↑  So beispielsweise die Frankfurter Rundschau vom 1. Juli 2011 in „Französische Muskelspiele“ (Memento vom 2. Juli 2011 im Internet Archive); gründlicher setzt sich der Artikel „Titelfavorit? Nein, danke!“ auf Spiegel-online vom 30. Juni 2011 mit deren Rolle auseinander.
9. ↑  nach dieser FFF-Angabe (Memento des Originals vom 21. Juli 2012 im Internet Archive)  Info: Der Archivlink wurde automatisch eingesetzt und noch nicht geprüft. Bitte prüfe Original- und Archivlink gemäß Anleitung und entferne dann diesen Hinweis.
10. ↑  siehe den Artikel „Die Löwinnen sind hungrig“ (Seite nicht mehr abrufbar, festgestellt im April 2018. Suche in Webarchiven)  Info: Der Link wurde automatisch als defekt markiert. Bitte prüfe den Link gemäß Anleitung und entferne dann diesen Hinweis. in Foot Hebdo vom 7. Juli 2011
11. ↑  nach diesem Artikel auf der Verbandsseite
12. ↑  siehe diese Spielvorschau (Memento des Originals vom 15. Juli 2011 im Internet Archive)  Info: Der Archivlink wurde automatisch eingesetzt und noch nicht geprüft. Bitte prüfe Original- und Archivlink gemäß Anleitung und entferne dann diesen Hinweis. auf der FIFA-Seite
13. ↑  nach diesem Artikel bei France Football
14. ↑  siehe diese Meldung bei France Football
15. ↑  siehe diesen Artikel bei Footofeminin.fr
16. ↑  siehe die Auswahl aller zehn Tore (mit Videoclips) (Memento des Originals vom 24. Oktober 2014 im Internet Archive)  Info: Der Archivlink wurde automatisch eingesetzt und noch nicht geprüft. Bitte prüfe Original- und Archivlink gemäß Anleitung und entferne dann diesen Hinweis. auf der Seite der FIFA
17. ↑  siehe die aktuelle FIFA-Rangliste (Memento des Originals vom 16. Juli 2011 im Internet Archive)  Info: Der Archivlink wurde automatisch eingesetzt und noch nicht geprüft. Bitte prüfe Original- und Archivlink gemäß Anleitung und entferne dann diesen Hinweis.
18. ↑  siehe „Bleues, revue féminine“ bei France Football
19. ↑  „Die elf Besten“ in der Frankfurter Rundschau vom 18. Juli 2011, S. S3
20. ↑  siehe den Artikel „Bini, vedi [sic!], vici“ bei France Football vom 12. Juli 2011, S. 8
21. ↑  Meldung über Binis Unterschrift auf der Verbandsseite